# Рекс, Робли
Робли Рекс (англ. Robley Henry Rex; 1901—2009) — американский военнослужащий.
Служил в разведывательном подразделении США. Считается последним ветераном времен Первой мировой войны в Кентукки.

## Биография
Родился 2 мая 1901 года (по другим данным 2 января 1903 года) в Хопкинсвилле, штат Кентукки.
На военную службу поступил в мае 1919 года, через шесть месяцев после даты перемирия Первой мировой войны. Служил в 5-й пехотной дивизии, затем — в 28-й пехотной дивизии. Проходил обучение в тренировочном лагере Закари Тейлор, штат Кентукки, и в Форт-Миде, штат Мэриленд, после чего был отправлен в Европу, чтобы стабилизировать там послевоенную ситуацию. Находился на службе в Андернахе и Кобленце, Германия. После увольнения из армии в звании рядового первого класса, в августе 1922 года Робли Рекс вернулся в Луисвилл, штат Кентукки, где продолжал жить и работать до конца жизни. Стал почтовым работником и рукоположенным членом Методистской церкви. В этом же году женился на Грейси Бивинс (Gracie Bivins, 1901—1992), с которой познакомился ещё до отправки в Европу. Детей у них не было.
В 1986 году Рекс обратился к волонтёрству, оказывая поддержку другим ветеранам в Медицинском административном центре ветеранов Луисвилля (Louisville Veteran’s Administration Medical Center). Он продолжал свою добровольную деятельность даже в возрасте 105 лет, работая три дня в неделю. В свой 107-й день рождения Рекс был удостоен награды губернатора Кентукки за выдающуюся волонтерскую службу. В 2005 году он также был удостоен чести стать национальным ветераном года Foreign Wars as National Volunteer.
Рекс умер в этом же Медицинском центре 28 апреля 2009 года. Был похоронен 6 мая 2009 года на национальном кладбище Закари Тейлор рядом с женой.
Медицинский центр Louisville V.A. Medical Center в апреле 2010 года был переименован в честь ветерана в Robley Rex V.A. Medical Center.